# Stade Clermontois Basket Auvergne

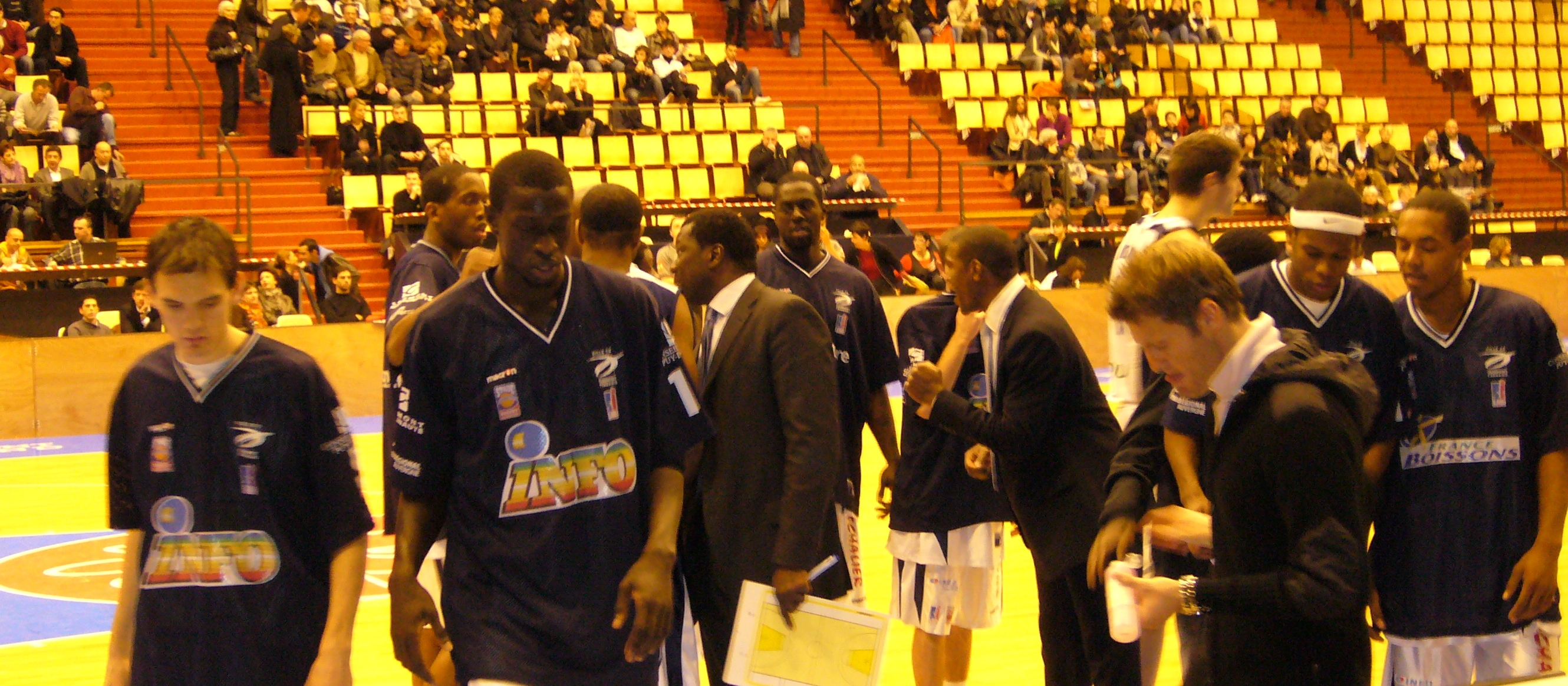
Stade Clermontois Basket Auvergne (November 2007)

Stade Clermontois Basket Auvergne ist ein französischer Basketballverein aus der Stadt Clermont-Ferrand, der in der Ligue nationale de basket-ball spielt. Der im Jahr 1938 gegründete Verein trägt seine Heimspiele im Maison des Sports mit 5000 Plätzen aus.